# We Live Here
We Live Here è un album del Pat Metheny Group, pubblicato nel 1995 dalla Geffen Records.
L'album rifugge dal jazz con contaminazioni brasiliane tipico nei lavori precedenti del gruppo per abbandonarsi alla downtempo e world music, ed incorpora un suono moderno molto scorrevole abbinato a loop di batteria e campionamenti. Questo album mostra un alto livello di collaborazione tra Lyle Mays e Pat Metheny che compongono insieme quasi tutte le tracce, a eccezione di "Episode d'Azur", composta dal solo Lyle Mays.
Negli anni '90 il gruppo ha intrapreso un tour con il nome dell'album. Una performance dal vivo è stata registrata nel 1995 in Giappone, con il percussionista brasiliano Armando Marçal (aka Marçalzinho) che si è unito al gruppo per l'occasione.

## Formazione
- Pat Metheny (chitarra)
- Lyle Mays (piano, sintetizzatori)
- Steve Rodby (basso acustico, basso elettrico)
- Paul Wertico (batteria)
- Luis Conte (percussioni)
- David Blamires (voce)
- Mark Ledford (voce)

## Brani
1. "Here to Stay" (Pat Metheny; Lyle Mays) – 7:39
2. "And Then I Knew" (Pat Metheny; Lyle Mays) – 7:53
3. "The Girls Next Door" (Pat Metheny; Lyle Mays) – 5:30
4. "To the End of the World" (Pat Metheny; Lyle Mays) – 12:15
5. "We Live Here" (Pat Metheny; Lyle Mays) – 4:12
6. "Episode d'Azur" (Lyle Mays) – 8:45
7. "Something to Remind You" (Pat Metheny; Lyle Mays) – 7:04
8. "Red Sky" (Pat Metheny; Lyle Mays) – 7:36
9. "Stranger in Town" (Pat Metheny; Lyle Mays) – 6:11